# Libris Geschiedenis Prijs
Der Libris Geschiedenis Prijs (dt.: „Libris-Geschichtspreis“), früher bekannt als „Großer Geschichtspreis“ und „Historisch Nieuwsblad/Volkskrantprijs“, zeichnet in den Niederlanden jährlich Bücher zu historischen Themen aus, die  auf Niederländisch verfasst wurden und Anklang bei einem breiten Publikum gefunden haben. Originalität, Lesbarkeit und historische Korrektheit sind dabei die wichtigsten Kriterien.

## Hintergrund
Der Preis ist eine Initiative des Historisch Nieuwsblad, Libris, des Nederlands Openluchtmuseums, des Rijksmuseums Amsterdam, der NPS/VPRO und der Zeitung de Volkskrant.
Der Preis wurde 2007 ins Leben gerufen und wird seit 2009 jährlich von Libris, einem Verband unabhängiger niederländischer Buchhändler, vergeben und ist mit €20.000 dotiert. Der Preis ist Teil des Geschichtsmonats und wird traditionell Ende Oktober verliehen. Aus Hunderten von Einsendungen wird zunächst eine Longlist mit zehn Büchern ausgewählt. Einige Monate später wird aus dieser Longlist eine Shortlist der besten fünf Bücher ausgewählt. Der Autor jedes in die engere Wahl gezogenen Buches erhält €1.500.
Autoren auf der Shortlist werden von der (unabhängigen) Jury diskutiert und in der niederländischen Presse kritisiert. Der Gewinner wird dann aus der Shortlist der fünf besten Bücher ausgewählt. Der Libris-Geschichtspreis gilt als der größte Sachbuchpreis in den Niederlanden und Flandern, während sich der Libris-Literaturpreis auf Belletristik konzentriert. Der Libris-Geschichtspreis ist der renommierteste Geschichtspreis in den Niederlanden.

## Preisträger
| Jahr | Land                   | Buch                                                                                        | Autor                  | ISBN Code      | ISBN E-Book   |
| ---- | ---------------------- | ------------------------------------------------------------------------------------------- | ---------------------- | -------------- | ------------- |
| 2024 | Flagge der Niederlande | Het kleedje voor Hitler                                                                     | Bas von Benda-Beckmann | 9789021469072  | 9789021469089 |
| 2023 | Flagge der Niederlande | De Zanzibardriehoek: Een slavernijgeschiedenis 1860-1920                                    | Martin Bossenbroek     | 9789025313746  | 9789025313739 |
| 2022 | Flagge der Niederlande | De zwijger: Het leven van Willem van Oranje                                                 | René van Stipriaan     | 9789021402758  | 9789021402765 |
| 2021 | Flagge der Niederlande | Erasmus. Dwarsdenker. Een biografie                                                         | Sandra Langereis       | 9789403120317  | 9789403127118 |
| 2020 | Flagge der Niederlande | Liever dier dan mens                                                                        | Pieter van Os          | 9789044636710  | 9789044636703 |
| 2019 | Flagge der Niederlande | Dichter in de jungle. John Gabriel Stedman, 1744-1797                                       | Roelof van Gelder      | 9789045032726  | 9789045032733 |
| 2018 | Flagge der Niederlande | Nobel streven. Het onwaarschijnlijke maar waargebeurde verhaal van ridder Jan van Brederode | Frits van Oostrom      | 9789044634679  | 9789044640410 |
| 2017 | Flagge der Niederlande | Selma. Aan Hitler ontsnapt. Gevangene van Mao                                               | Carolijn Visser        | 9789045024448  | 9789045024455 |
| 2016 | Flagge von Belgien     | Cécile en Elsa, strijdbare freules. Een biografie                                           | Elisabeth Leijnse      | 9789044534825  | 9789044529067 |
| 2015 | Flagge der Niederlande | De Stamhouder. Een familiekroniek                                                           | Alexander Münninghoff  | {9789035142268 | 9789035142275 |
| 2014 | Flagge der Niederlande | Koning Willem III 1817-1890                                                                 | Dik van der Meulen     | 9789461051868  | 9789461274847 |
| 2013 | Flagge der Niederlande | De boerenoorlog                                                                             | Martin Bossenbroek     | 9789025369934  | 9789025369941 |
| 2012 | Flagge der Niederlande | Wij weten niets van hun lot. Gewone Nederlanders en de Holocaust                            | Bart van der Boom      | 9789461054777  | 9789024451593 |
| 2011 | Flagge der Niederlande | Kameraad Baron                                                                              | Jaap Scholten          | 9789025438654  | 9789025438272 |
| 2010 | Flagge von Belgien     | Congo: een geschiedenis                                                                     | David Van Reybrouck    | 9789023458661  | 9789023456391 |
| 2009 | Flagge der Niederlande | Weest manlijk, zijt sterk. Pim Boellaard (1903-2001). Het leven van een verzetsheld         | Jolande Withuis        | 9789023427834  | 9789023450153 |
| 2008 | Flagge der Niederlande | Gevaarlijke kennis. Inzicht en angst in de dagen van Jan Swammerdam                         | Luuc Kooijmans         | 9789035132504  | 9789035132504 |
| 2007 | Flagge der Niederlande | Een nieuwe wereld. Het ontstaan van het moderne Nederland                                   | Auke van der Woud      | 9789035135659  | -             |

## Shortlist-Nominierungen
| Jahr | Land                   | Buch | Autor                         | ISBN Code     | ISBN E-Book   |
| ---- | ---------------------- | --- | ----------------------------- | ------------- | ------------- |
| 2023 | Flagge der Niederlande | De macht van het verleden: Geschiedenis als politiek wapen                                                     | Ivo van Wijdeven              | 9789000374205 | 9789000374212 |
| 2023 | Flagge der Niederlande | Hoog Spel: De politieke biografie van Shell                                                                    | Marcel Metze                  | 9789463822695 | 9789463823043 |
| 2023 | Flagge der Niederlande | Etty Hillesum: Het verhaal van haar leven                                                                      | Judith Koelemeijer            | 9789463821742 | 9789463822541 |
| 2023 | Flagge der Niederlande | De Chinezenmoord: Batavia en het bloedbad van 1740                                                             | Leonard Blussé                | 9789463821810 | 9789463822794 |
| 2023 | Flagge der Niederlande | De Zanzibardriehoek: Een slavernijgeschiedenis 1860-1920                                                       | Martin Bossenbroek            | 9789025313746 | 9789025313739 |
| 2022 | Flagge der Niederlande | De politiek van het kleinste kwaad                                                                             | Bart van der Boom             | 9789024444878 | 9789024445813 |
| 2022 | Flagge der Niederlande | De Weimarrepubliek 1918-1933                                                                                   | Patrick Dassen                | 9789028213012 | 9789028210912 |
| 2022 | Flagge der Niederlande | De strijd om Bali. Imperialisme, verzet en onafhankelijkheid 1846-1950                                         | Anne-Lot Hoek                 | 9789403152318 | 9789403159713 |
| 2022 | Flagge der Niederlande | Het monsterschip                                                                                               | Luc Panhuysen                 | 9789045048437 | 9789045040721 |
| 2022 | Flagge der Niederlande | De Zwijger | René van Stipriaan            | 9789021402758 | 9789021402765 |
| 2021 | Flagge der Niederlande | Moederstad. Jakarta, een familiegeschiedenis                                                                   | Philip Dröge                  | 9789000365302 | 9789000365319 |
| 2021 | Flagge der Niederlande | Willem Drees. Daadkracht en idealisme                                                                          | Jelle Gaemers                 | 9789024435487 | -             |
| 2021 | Flagge der Niederlande | Denken is verrukkelijk. Het leven van Tatiana Afanassjewa en Paul Ehrenfest                                    | Margriet van der Heijden      | 9789403183404 | -             |
| 2021 | Flagge von Belgien     | Revolusi. Indonesië en het ontstaan van de moderne wereld                                                      | David Van Reybrouck           | 9789403183404 | 9789403184401 |
| 2021 | Flagge der Niederlande | Erasmus. Dwarsdenker. Een biografie                                                                            | Sandra Langereis              | 9789403120317 | 9789403127118 |
| 2020 | Flagge der Niederlande | De hoeve en het hart. Een boerenfamilie in de Gouden Eeuw                                                      | Enny de Bruin                 | 9789044640618 | -             |
| 2020 | Flagge der Niederlande | Missievaders. Een familiegeschiedenis van katholieke wereldverbeteraars                                        | Mar Oomen                     | 9789024435487 | 9789045032757 |
| 2020 | Flagge der Niederlande | De kolonieman. Johannes van den Bosch 1780-1844. Volksverheffer in naam van de koning                          | Angelie Sens                  | 9789463823173 | 9789460039027 |
| 2020 | Flagge der Niederlande | Eens ging de zee hier tekeer. Het verhaal van de Zuiderzee en haar kustbewoners                                | Eva Vriend                    | 9789045045306 | 9789045036328 |
| 2020 | Flagge der Niederlande | Liever dier dan Mens                                                                                           | Pieter van Os                 | 9789044636710 | 9789044636703 |
| 2019 | Flagge der Niederlande | De rechtvaardigen                                                                                              | Jan Brokken                   | 9789045038827 | -             |
| 2019 | Flagge der Niederlande | Dichter in de Jingle                                                                                           | Roelof van Gelder             | 9789045041582 | 9789045032733 |
| 2019 | Flagge von Belgien     | De Bourgondiërs                                                                                                | Bart van Loo                  | 9789403139005 | 9789403145402 |
| 2019 | Flagge der Niederlande | De eeuw van Gisèle                                                                                             | Annet Mooij                   | 9789403118505 | 9789403127804 |
| 2019 | Flagge der Niederlande | De avant-gardisten                                                                                             | Sjeng Scheijen                | 9789044643954 | -             |
| 2018 | Flagge der Niederlande | Thorbecke wil het. Biografie van een staatsman                                                                 | Remieg Aerts                  | 9789035139992 | -             |
| 2018 | Flagge der Niederlande | Koloniale oorlogen in Indonesië. Vijf eeuwen verzet tegen vreemde overheersing                                 | Piet Hagen                    | 9789029507172 | -             |
| 2018 | Flagge der Niederlande | Nobel streven. Het onwaarschijnlijke maar waargebeurde verhaal van ridder Jan van Brederode                    | Frits van Oostrom             | 9789044641035 | 9789044640410 |
| 2018 | Flagge der Niederlande | De sigarenfabriek van Isay Rottenberg. De verborgen geschiedenis van een Joodse Amsterdammer in nazi-Duitsland | Hella en Sandra Rottenberg    | 9789045031026 | 9789045031033 |
| 2018 | Flagge der Niederlande | De toren van de Gouden Eeuw. Een Hollandse strijd tussen gulden en God                                         | Gabri van Tussenbroek         | 9789044634785 | -             |
| 2017 | Flagge der Niederlande | Fout in de oorlog. Nederland in tweestrijd, 1945-1989                                                          | Martin Bossenbroek            | 9789035136922 | -             |
| 2017 | Flagge von Belgien     | Jacobs vlucht. Een familiesaga uit de Gouden Eeuw                                                              | Craig Harline                 | 9789460042997 | -             |
| 2017 | Flagge der Niederlande | Het verboden boek. Mein Kampf en de aantrekkingskracht van het nazisme                                         | Ewoud Kieft                   | 9789046707265 | -             |
| 2017 | Flagge der Niederlande | Oranje tegen de Zonnekoning. De strijd tussen Willem III en Lodewijk XIV om Europa                             | Luc Panhuysen                 | 9789045023298 | -             |
| 2017 | Flagge der Niederlande | Selma. Aan Hitler ontsnapt. Gevangene van Mao                                                                  | Carolijn Visser               | 9789045024448 | -             |
| 2016 | Flagge der Niederlande | De roofkoning. Prins Willem III en de invasie van Engeland                                                     | Machiel Bosman                | 9789025306038 | -             |
| 2016 | Flagge der Niederlande | Moresnet. Opkomst en ondergang van een vergeten buurlandje                                                     | Philip Dröge                  | 9789049806590 | -             |
| 2016 | Flagge der Niederlande | Cécile en Elsa, strijdbare freules                                                                             | Elisabeth Leijnse             | 9789044537918 | -             |
| 2016 | Flagge der Niederlande | De vergeten bankencrisis                                                                                       | Lodewijk Petram               | 9789045027685 |               |
| 2016 | Flagge der Niederlande | De Amerikaanse prinses                                                                                         | Annejet van der Zijl          | 9789021400730 | -             |
| 2015 | Flagge der Niederlande | Gouden jaren                                                                                                   | Annegreet van Bergen          | 9789045033068 | -             |
| 2015 | Flagge der Niederlande | Eigen meester, niemands knecht. Het leven van Pieter Sjoerds Gerbrandy                                         | Cees Fasseur                  | 9789460033360 | -             |
| 2015 | Flagge der Niederlande | Oorlogsenthousiasme. Europa 1900-1918                                                                          | Ewoud Kieft                   | 9789023484349 | -             |
| 2015 | Flagge der Niederlande | De stamhouder. Een familiekroniek                                                                              | Alexander Münninghoff         | 9789035142268 | 9789035142275 |
| 2015 | Flagge der Niederlande | De schaduw van de grote broer                                                                                  | 9789021400730                 | -             |               |
| 2014 | Flagge der Niederlande | De Velser affaire                                                                                              | Bas von Benda-Beckmann        | 9789461052841 | -             |
| 2014 | Flagge der Niederlande | Willem Drees 1886-1988. De jaren 1948-1988. Premier en elder statesman                                         | Hans Daalder en Jelle Gaemers | 9789460037153 | -             |
| 2014 | Flagge der Niederlande | De woordenaar. Christoffel Plantijn, 's werelds grootste drukker en uitgever (1520-1589)                       | Sandra Langereis              | 9789460033452 | -             |
| 2014 | Flagge der Niederlande | Koning Willem III                                                                                              | Dik van der Meulen            | 9789461051868 | -             |
| 2014 | Flagge der Niederlande | Gerard Heineken                                                                                                | Annejet van der Zijl          | 9789021421667 | -             |
| 2013 | Flagge der Niederlande | De Boerenoorlog                                                                                                | Martin Bossenbroek            | 9789025302429 | -             |
| 2013 | Flagge der Niederlande | De vergelding. Een dorp in tijden van oorlog                                                                   | Jan Brokken                   | 9789045033679 | -             |
| 2013 | Flagge der Niederlande | Naar het aards paradijs. Het rusteloze leven van Jacob Roggeveen, ontdekker van Paaseiland (1659-1729)         | Roelof van Gelder             | 9789460035739 | -             |
| 2013 | Flagge der Niederlande | 1001 vrouwen uit de Nederlandse geschiedenis                                                                   | Els Kloek                     | 9789460041419 | -             |
| 2013 | Flagge der Niederlande | Wereld in woorden. Geschiedenis van de Nederlandse literatuur 1300-1400                                        | Frits van Oostrom             | 9789035139398 | -             |
| 2012 | Flagge der Niederlande | Wij weten niets van hun lot. Gewone Nederlanders en de Holocaust                                               | Bart van der Boom             | 9789024449446 | -             |
| 2012 | Flagge der Niederlande | Moederkerk. De ondergang van rooms Nederland                                                                   | Jos Palm                      | 9789046704929 | -             |
| 2012 | Flagge der Niederlande | De ontdekking van de Middeleeuwen. Geschiedenis van een illusie                                                | Peter Raedts                  | 9789028426863 | -             |
| 2012 | Flagge der Niederlande | Ferdinand Domela Nieuwenhuis. Een romantische revolutionair                                                    | Jan Willem Stutje             | 9789056155247 | -             |
| 2012 | Flagge der Niederlande | De man die nee zei. Charles de Gaulle, 1890-1970                                                               | Henk Wesseling                | 9789035136601 | -             |
| 2011 | Flagge der Niederlande | Het gevecht met Leviathan. Een verhaal over de politieke ordening in Europa, 1815-1965                         | Emiel Lamberts                | 9789035136366 | -             |
| 2011 | Flagge der Niederlande | Generaal Spoor. Triomf en tragiek van een legercommandant                                                      | Jaap de Moor                  | 9789046704929 | -             |
| 2011 | Flagge der Niederlande | Een Nederlander in de wildernis. De ontdekkingsreizen van Robert Jacob Gordon (1743 - 1795) in Zuid-Afrika     | Luc Panhuysen                 | 9789086890668 | -             |
| 2011 | Flagge der Niederlande | Kameraad Baron. Een reis door de verdwijnende wereld van de Transsylvaanse aristocratie                        | Jaap Scholten                 | 9789025438654 | -             |
| 2011 | Flagge der Niederlande | Koninkrijk vol sloppen. Achterbuurten en vuil in de negentiende eeuw                                           | Auke van der Woud             | 9789044649086 | -             |
| 2010 | Flagge der Niederlande | Vrouw des Huizes. Een cultuurgeschiedenis van de Hollandse huisvrouw                                           | Els Kloek                     | 9789460030116 | -             |
| 2010 | Flagge von Belgien     | Congo: een geschiedenis                                                                                        | David Van Reybrouck           | 9789023458661 | -             |
| 2010 | Flagge der Niederlande | De NSB. Ontstaan en opkomst van de Nationaal-Socialistische Beweging, 1931-1935                                | Robin te Slaa en Edwin Klijn  | 9789024443031 | 9789024445615 |
| 2010 | Flagge der Niederlande | Het geheim van De Telegraaf. Geschiedenis van een krant                                                        | Marriëtte Wolf                | 9789085067658 | -             |
| 2010 | Flagge der Niederlande | Bernhard. Een verborgen geschiedenis                                                                           | Annejet van der Zijl          | 9789021437644 | -             |
| 2009 | Flagge der Niederlande | Juliana & Bernhard                                                                                             | Cees Fasseur                  | 9789050189552 | -             |
| 2009 | Flagge der Niederlande | Rampjaar 1672. Hoe de Republiek aan de ondergang ontsnapte                                                     | Luc Panhuysen                 | 9789045048659 | -             |
| 2009 | Flagge der Niederlande | Cornelis Kraijenhoff                                                                                           | Wilfried Uitterhoeve          | 9789460040429 | -             |
| 2009 | Flagge der Niederlande | Joke Smit | Marja Vuijsje                 | 9789045014302 | -             |
| 2009 | Flagge der Niederlande | Weest manlijk, zijt sterk. Pim Boellaard                                                                       | Jolande Withuis               | 9789023459422 | -             |
| 2008 | Flagge der Niederlande | Elisabeth de Flines. Een onmogelijke liefde in de achttiende eeuw                                              | Machiel Bosman                | 9789025363628 | -             |
| 2008 | Flagge der Niederlande | Jaap en Ischa Meijer. Een joodse geschiedenis, 1912-1956 (Deel 1)                                              | Evelien Gans                  | 9789035130388 | -             |
| 2008 | Flagge der Niederlande | Het pauperparadijs. Een familiegeschiedenis                                                                    | Suzanna Jansen                | 9789463821902 | 9789460038372 |
| 2008 | Flagge der Niederlande | Gevaarlijke kennis. Inzicht en angst in de dagen van Jan Swammerdam                                            | Luuc Kooijmans                | 9789031351046 | -             |
| 2008 | Flagge der Niederlande | Jonkheer D. J. de Geer. De teloorgang van een minister-president                                               | Henk van Osch                 | 9789085064213 | -             |
| 2007 | Flagge der Niederlande | Orde en trouw. Over Johan Huizinga                                                                             | Willem Otterspeer             | 9789023418320 | -             |
| 2007 | Flagge der Niederlande | Geschiedenis van Amsterdam IV                                                                                  | Piet de Rooy                  | 9789058751409 | -             |
| 2007 | Flagge der Niederlande | Van alle dingen los. Het leven van J.C. Bloem                                                                  | Bart Slijper                  | 9789029510202 | -             |
| 2007 | Flagge der Niederlande | Frankrijk in oorlog                                                                                            | Henk Wesseling                | 9789035130616 | -             |
| 2007 | Flagge der Niederlande | Een nieuwe wereld                                                                                              | Auke van der Woud             | 9789035145320 | -             |

## Jury
Die Jury des Libris-Geschichtspreises besteht aus einer Reihe ständiger Mitglieder, wobei der Vorsitz der Jury jährlich wechselt:
- 2023 Kathleen Ferrier
- 2022 Thom de Graaf
- 2021 Khadija Arib
- 2020 Hans de Boer
- 2019 Sybrand van Haersma Buma
- 2018 Jeroen Dijsselbloem
- 2017 Lilianne Ploumen
- 2016 Henk van Os
- 2015 Wim Pijbes
- 2014 Heleen Dupuis
- 2013 Nout Wellink
- 2012 Pieter Broertjes
- 2011 Agnes Jongerius
- 2010 Paul Schnabel
- 2009 Frits Bolkestein
- 2008 Frits van Oostrom
- 2007 Jan Marijnissen